# Une seconde jeunesse
Pour plus de détails, voir Fiche technique et Distribution.
Une seconde jeunesse (High Time) est un film américain réalisé par Blake Edwards, sorti en 1960.

## Fiche technique
- Titre original : High Time
- Titre français : Une seconde jeunesse
- Réalisation : Blake Edwards
- Scénario : Garson Kanin, Tom Waldman et Frank Waldman
- Photographie : Ellsworth Fredericks
- Montage : Robert L. Simpson
- Musique : Henry Mancini
- Pays d'origine :  États-Unis
- Format : Couleurs - 2,35:1 - Mono
- Genre : Comédie et film musical
- Date de sortie : 1960

## Distribution
- Bing Crosby : Harvey Howard
- Fabian : Gil Sparrow
- Tuesday Weld : Joy Elder
- Nicole Maurey : Helene Gauthier
- Richard Beymer : Bob Bannerman
- Yvonne Craig : Randy 'Scoop' Pruitt
- Gavin MacLeod : Professeur Thayer
- Kenneth MacKenna : Président Byrne de Pinehurst